# Woutersbergje

Ontstaan van de crossbaan omstreeks 2015. Meest prominent te zien op de zuidzijde. Bron: AHN.nl

Het Woutersbergje is een opgeworpen hoogte bij de buitenplaats Veenwijk in Oudeschoot in de Friese gemeente Heerenveen. Aan de zuidkant van de heuvel ligt een vijver die ontstond door het afgraven van de benodigde grond. De aanleg dateert waarschijnlijk uit 1798. Uit het Actueel Hoogtebestand Nederland blijkt dat de top van het Woutersbergje op 8,17 meter ligt, de prominentie is circa 6,5 meter.
Apotheker Fokke Bienema liet aan de Schoterlandseweg het buiten Veenwijk bouwen, met geld dat in de vervening was verdiend. Na een aantal verbouwingen werd de villa in 1901 gesloopt en opnieuw gebouwd. Het Woutersbergje ligt op de zichtas van Veenwijk.
Veenwijk kwam later in het bezit van Julia Anna Wouters die bij testament bepaalde dat er "ongehuwde vrouwen van goede komaf" in mochten wonen. Door deze Wouters-stichting kreeg het Woutersbergje zijn naam. Foutief wordt het bergje weleens aangeduid als 'Woudsterbergje' door de ligging dicht bij Oranjewoud.

## Uitzicht
Er werden in het verleden vaker dergelijke kunstmatige heuvels opgeworpen in de omgeving. In het Noorderbos en Zuiderbos van Oranjewoud, bij Fogelsanghstate in Veenklooster en bij Herema State in Joure waren ook dergelijke hoogten. Vanaf zo'n heuveltje had de eigenaar van het omliggende land een goed overzicht over zijn gebied.

## Crossbaan
In 2015 maakten mountainbikers zonder toestemming een crossbaan op het Woutersbergje dat door Staatsbosbeheer wordt beheerd. De bikers creëerden met gebruik van onder meer stammen en struiken een uitdagende route door het gebied. De crossbaan had een lengte van circa 55 meter en een hoogteverschil van 8 meter. Na enige tijd werd de crossbaan verwijderd door Staatsbosbeheer.
Ondanks dat de crossbaan is verwijderd, wordt het Woutersbergje nog veelvulding gebruikt door hardlopers en mountainbikers voor klimtrainingen. De moeilijkheidsgraad wordt geclassificeerd als gemakkelijk. Er is een Stravasegment waarin de snelste tijden op het Woutersbergje worden geregistreerd.